# Junko Tabei
Junko Tabei (田部井 淳子 Tabei Junko?, născută Ishibashi Junko; n. 22 septembrie 1939, Miharu⁠(d), Prefectura Fukushima, Japonia – d. 20 octombrie 2016, Kawagoe, Japonia) a fost o alpinistă japoneză, prima femeie din lume care a urcat muntele Everest și prima care a cucerit cele șapte vârfuri, adică cele mai înalte cote de pe fiecare continent.

## Copilărie și adolescență
Ishibashi Junko s-a născut la Miharu⁠(d), provincia Fukushima, fiind cea de-a cincea fiică a unei familii cu șapte copii. Era considerată un copil firav, dar în ciuda acestui fapt a început să practice alpinismul la vârsta de 10 ani, când a mers într-o excursie cu clasa pe muntele Nasu⁠(d). Deși a devenit pasionată de acest sport, părinții nu și-au permis să o sprijine financiar, de aceea în adolescență Tabei a efectuat doar câteva astfel de excursii.

## Carieră

### Primii ani
Între 1958 și 1962 Tabei a studiat literatura engleză și pedagogia la Universitatea de fete Showa⁠(d), unde s-a înscris în clubul de alpiniști. După terminarea studiilor, în 1969, ea a fondat clubul de fete alpiniste Ladies Climbing Club: Japan (LCC), primul de acest fel în Japonia, cu sloganul „Să mergem într-o expediție peste mări și țări”. Amintindu-și de acea perioadă, Tabei declara că a fondat clubul ca reacție la modul în care era tratată de alpiniștii-băieți: unii din ei nu voiau să se cațere cu ea, iar alții susțineau că ea se preface că îi place alpinismul pentru a-și găsi mai ușor un soț.
Ca membră a noului club de alpinism, ea a urcat pe munți precum Fuji din Japonia și Matterhorn din Alpii Elvețieni. În preajma anului 1972 era deja o alpinistă cunoscută în Japonia.

### Expediția pe Everest din 1975
În clubul LCC înființat de Tabei exista o echipă numită Japanese Women's Everest Expedition (JWEE – Expediția pe Everest a japonezelor), condusă de Eiko Hisano, creată cu scopul de a încerca escaladarea Everestului. Echipa era compusă din 15 membre, cu precădere femei muncitoare, printre care mai multe învățătoare, o programatoare și o asistentă socială. Două din ele, inclusiv Tabei, erau mame. La 19 mai 1970 Tabei și colega sa Hiroko Hirakawa au cucerit vârful Annapurna III⁠(d) al masivului muntos Annapurna. Această realizare le-a inspirat pe alpinistele din club să încerce Everestul.
Astfel, Tabei și echipa sa au început să strângă fonduri. O replică des auzită de ele era că femeile „trebuie mai bine să crească copii”. Au fost ajutate, până la urmă, de ziarul Yomiuri Shimbun⁠(d) și de televiziunea Nippon. Cu toate acestea, toate membrele expediției au trebuit să plătească o sumă aproape egală cu valoarea salariului mediu din Japonia. Pentru a face economie, ele au confecționat pungi și mănuși din materialele textile folosite la scaunele automobilelor vechi și au cumpărat pene de gâscă din China pentru a-și umple sacii de dormit. Elevii colectau la școală ambalaje alimentare nefolosite pentru a le dona alpinistelor.
După o lungă perioadă de antrenament, echipa a plecat la începutul anului 1975 la Kathmandu. Au urmat același traseu pe care au urcat pionierii Sir Edmund Hillary și Tenzing Norgay în 1953. La începutul lunii mai, echipa s-a confruntat cu o avalanșă în timp ce poposea la cota de 6.300 m. Femeile și însoțitorii lor șerpași au fost prinși sub zăpadă. Tabei și-a pierdut cunoștința timp de aproximativ șase minute și a fost scoasă la suprafață de către șerpași. Douăsprezece zile mai târziu, la 16 mai 1975, Junko Tabei, însoțită de șerpașul Ang Tsering, a devenit prima femeie din istorie care a cucerit vârful Everest.
Ca urmare a succesului expediției și a însemnătății istorice a reușitei sale, Tabei a ajuns în centrul atenției în mass-media japoneză. Ea a fost felicitată de Birendra Bir Bikram Shah⁠(d), regele de atunci al Nepalului, și de guvernul japonez. A fost realizat un miniserial de televiziune, care a prezentat această expediție, iar Tabei a efectuat un turneu în Japonia, călătorind în diferite orașe și descriindu-și propria experiență. Ea a recunoscut ulterior că nu s-a simțit confortabil să primească atâta atenție.

### Alte activități

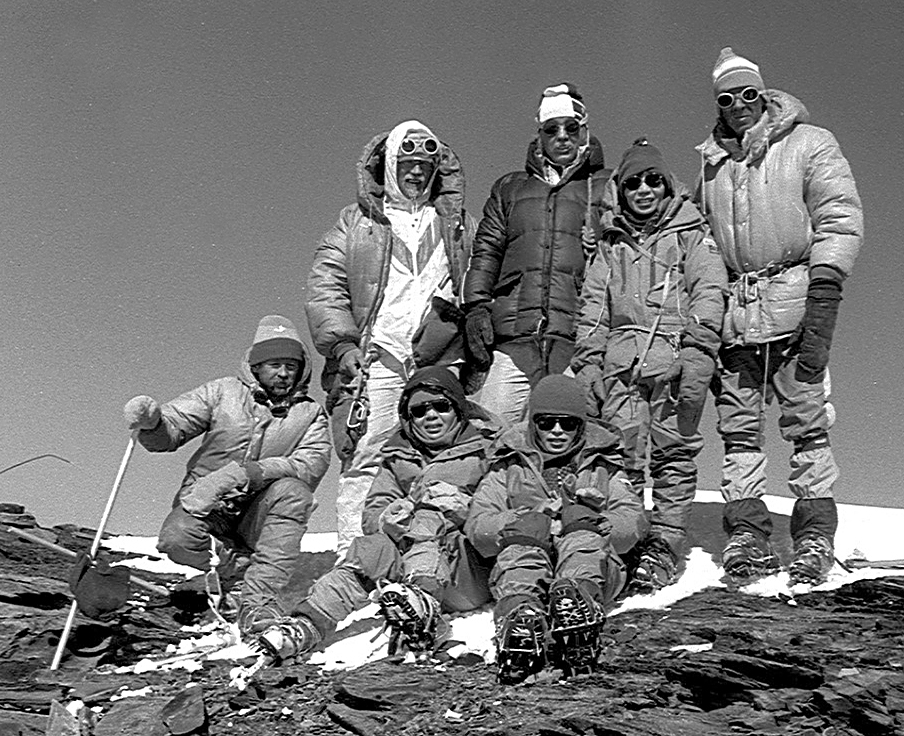
Junko Tabei pe în 1985, împreună cu patru alpiniști estonieni și doi alpiniști japonezi

În vara australă 1990-1991 Tabei a urcat pe Masivul Vinson, cel mai înalt punct din Antarctida. La 28 iunie 1992 a atins cel mai înalt punct al Indoneziei, Puncak Jaya, devenind astfel prima femeie din istorie care a cucerit „cele șapte vârfuri”, adică cele mai înalte cote de pe fiecare continent.
Pe lângă alpinism, ea a fost interesată de ecologie. În anul 2000 și-a prezentat teza de masterat la Universitatea Kyushu⁠(d), teză axată pe degradarea mediului natural al Everestului din cauza gunoaielor lăsate în urmă de echipele de alpiniști. A ocupat funcția de directoare a Himalayan Adventure Trust of Japan, o organizație internațională creată cu scopul de a proteja ecosistemele montane. Unul din proiectele trustului era construcția unui incinerator care urma să ardă deșeurile alpiniștilor. A participat în mai multe expediții de colectare a deșeurilor atât în Japonia, cât și în Munții Himalaya, fiind chiar organizatoarea unora dintre ele.

## Viață personală
Junko Tabei a fost căsătorită cu Masanobu Tabei, care era, de asemenea, alpinist. Cei doi s-au întâlnit în timpul unei expediții montane prin Japonia în 1965. Cuplul a avut doi copii: o fiică pe nume Noriko și un fiu pe nume Shinya.
Alpinista a fost diagnosticată cu cancer al peritoneului în 2012. În ciuda bolii de care suferea, ea nu a încetat să practice alpinismul. A decedat într-un spital din Kawagoe la 20 octombrie 2016.

## Recunoaștere
La 22 septembrie 2019 Google a comemorat aniversarea a 80 de ani de la nașterea lui Tabei printr-un doodle⁠(d) (schimbarea temporară a logo-ului). Acesta era însoțit de sloganul lui Tabei: „Nu ceda; urmează-ți visul.”